# 2021년 유럽 홍수
2021년 유럽 홍수는 2021년 7월 12일부터 유럽 각국에서 발생한 대규모 홍수이다. 홍수는 처음에 영국에서 시작되어 벨기에, 프랑스, 독일, 룩셈부르크, 네덜란드, 스위스, 이탈리아를 포함한 북부 및 중부 유럽 전역의 여러 강 유역에 영향을 미쳤다. 이 홍수로 독일에서 133명, 벨기에에서 27명, 이탈리아에서 1명을 포함하여 최소 162명이 홍수로 사망했다. 7월 16일 기준으로 현재 확인된 사망자 외에도 약 1300명이 실종된 독일의 피해가 심각하다.

## 같이 보기
- 2021년 허난 홍수